# Ирлерштайн
Ирлерштайн (нем. Ihrlerstein) — община в Германии, в Республике Бавария. Община расположена в правительственном округе Нижняя Бавария в районе Кельхайм и непосредственно подчиняется управлению административного сообщества Ирлерштайн. Население составляет 4158 человек (на 31 декабря 2010 года). Занимает площадь 23,10 км².

## Население
По оценке на 31 декабря 2015 года население общины Ирлерштайн составляет 4226 чел. 

| Дата      | 1840 | 1871 | 1900 | 1925 | 1939 | 1950 | 1961 | 1970 | 1987 | 2011 |
| --------- | ---- | ---- | ---- | ---- | ---- | ---- | ---- | ---- | ---- | ---- |
| Население | 1108 | 1200 | 1267 | 1330 | 1521 | 1930 | 2334 | 2849 | 3583 | 4118 |

| Год       | 1960 | 1970 | 1980 | 1990 | 2000 | 2009 | 2010 | 2011 | 2012 | 2013 | 2014 | 2015 |
| --------- | ---- | ---- | ---- | ---- | ---- | ---- | ---- | ---- | ---- | ---- | ---- | ---- |
| Население | 2288 | 2894 | 3390 | 3608 | 4211 | 4216 | 4158 | 4122 | 4147 | 4198 | 4201 | 4226 |